# Легенди за скрития храм
„Легенди за скрития храм“ (на английски: Legends of the Hidden Temple/Legends of the Hidden Temple: The Movie) е приключенски телевизионен филм от 2016 г., който е вдъхновен от едноименната телевизионна игра в средата на 90-те години. Премиерата на филма е излъчена по „Никелодеон“ на 26 ноември 2016 г.

## Актьорски състав
- Изабела Монер – Сейди
- Колин Критчли – Ноа
- Джет Юргенсмейър – Дъдли
- Кърк Фог – себе си[6]
- Даниел Къдмор – Так
- Майкъл Бенайър – Крал Олмек
- Йоан Себастиан Тирлуи – Зума
- Катя Оджеда – Майката
- Дейвид Мичи – Бащата
- Дий Брадли Бейкър – гласът на Олмек[7]
- Джеймс Блек – Турист
- Джон Молерио – Сардженто Примедо
- Оскар Торе – Водач на екипа
- Грег Кромър – Чет
- Кристал – маймунката Майки

## В България
В България филмът е излъчен по локалната версия на „Никелодеон“ през 2017 г.
В края на 2022 г. е достъпен в стрийминг платформата SkyShowtime.

### Нахсинхронен дублаж
| Роля               | Изпълнител           |
| ------------------ | -------------------- |
| Сейди              | Ива Стоянова         |
| Майката            | Росица Александрова  |
| Ноа                | Александър Ишков     |
| Так                | Лъчезар Лазаров      |
| Зума               | Лъчезар Лазаров      |
| Дъдли              | Константин Сливнишки |
| Бащата             | Николай Пърлев       |
| Сарджентно Примедо | Георги Стоянов       |
| Кърк Фог           | Христо Димитров      |
| Олмек              | Александър Валериев  |
| Чет                | Анатолий Божинов     |

| Обработка             | студио „Александра Аудио“ |
| --------------------- | ------------------------- |
| Изпълнителен проуцент | Васил Новаков             |
| Преводач              | Йосиф Йосифов             |
| Тонрежисьор           | Петър Костов              |
| Режисьор на дублажа   | Василка Сугарева          |